# Yosuke Yamamoto
Yosuke Yamamoto –en japonés, 山本 洋祐, Yamamoto Yosuke– (22 de junio de 1960) es un deportista japonés que compitió en judo.
Participó en los Juegos Olímpicos de Seúl 1988, obteniendo una medalla de bronce en la categoría de –65 kg. En los Juegos Asiáticos de 1986 consiguió una medalla de plata.
Ganó una medalla de oro en el Campeonato Mundial de Judo de 1987, y una medalla de oro en el Campeonato Asiático de Judo de 1984.

## Palmarés internacional
| Juegos Olímpicos    | Juegos Olímpicos     | Juegos Olímpicos  | Juegos Olímpicos |
| Año                 | Lugar                | Medalla           | Categoría        |
| ------------------- | -------------------- | ----------------- | ---------------- |
| 1988                | Seúl (Corea del Sur) | Medalla de bronce | –65 kg           |
| Campeonato Mundial  |                      |                   |                  |
| Año                 | Lugar                | Medalla           | Categoría        |
| 1987                | Essen (RFA)          | Medalla de oro    | –65 kg           |
| Juegos Asiáticos    |                      |                   |                  |
| Año                 | Lugar                | Medalla           | Categoría        |
| 1986                | Seúl (Corea del Sur) | Medalla de plata  | –65 kg           |
| Campeonato Asiático |                      |                   |                  |
| Año                 | Lugar                | Medalla           | Categoría        |
| 1984                | Kuwait (Kuwait)      | Medalla de oro    | –65 kg           |